# 葛西善蔵
葛西 善蔵（かさい ぜんぞう、1887年（明治20年）1月16日 - 1928年（昭和3年）7月23日）は、日本の小説家である。自身の貧困や病気といった人生の辛苦や酒と女、人間関係の不調和を描き、「私小説の神様」と呼ばれた。

## 来歴
青森県中津軽郡弘前松森町（現・弘前市）で当時米の仲買業をしていた父・卯一郎、母・ひさの長男として生まれた。姉二人（長女・いそ、次女・ちよ）と祖母・かよがいた。
1889年（明治22年）、家業不振により一家で北海道に移住。1891年（明治24年）、一家で青森に戻り、青森町を経て五所川原村に移住。1893年（明治26）、青森県五所川原小学校に入学するが、母の故郷である碇ヶ関村への一家の転居にともない、碇ヶ関小学校に転校する。親戚の質屋の手伝いをしながら『南総里見八犬伝』を愛読、文学に興味をもつ。
上京して新聞売りのかたわら夜学に通う。母の死により帰郷、1903年（明治36年）、北海道にわたり鉄道の車掌や営林署で枕木採伐に従事。
1905年（明治38年）8月にふたたび上京、哲学館大学（のちの東洋大学）大学部第二科普通講習科に入学するも無届欠席により除名。その後、浪岡村の地主の娘つると結婚。友人の紹介で徳田秋声に師事、坪内逍遙に学ぶため聴講生として早稲田大学英文科の講義を受講、相馬泰三や広津和郎たちと知り合い、同人雑誌「奇蹟」のメンバーとして迎えられ（雑誌名の「奇蹟」は、広津や舟木重雄と井の頭公園に行った際に無口だった葛西が突然扇子を持って踊り出したのを舟木が奇蹟だと感じたことから命名された）、1912年、｢奇蹟」創刊号に葛西歌棄名義で『哀しき父』を発表。
その後は、しばらく故郷と東京を往復しながら作品を書くも生活は困難をきわめ、妻の実家に金策する間に牛込区の借家から追い出される。『贋物さげて』を『早稲田文学』に発表、『早稲田文学』1918年3月に「子をつれて」を発表し、創作集『子をつれて』を新潮社から刊行、原稿料を得ることは出来たが家族を養うことは難しく妻子を実家に帰す。
1923年（大正12年）に肺浸潤と診断され、療養のため鎌倉の建長寺の塔頭宝珠院の庫裏を借りて生活を始める。食事は茶店の招寿軒に頼んでいたが、食事を運んでくれたのが招寿軒の娘の浅見ハナ（おせいさん）で、のちに同棲を始め娘が産まれた。
さらに生活も荒れて酒におぼれ、一日一升（本人談）を毎日、という生活になり、時に暴れ、ハナや子が掛布団で押さえつけなだめるような状態になった。執筆も一日数枚が限度となり、やがてほとんどが談話筆記となった。『酔狂者の独白』は嘉村礒多がその任にあたった。晩年は世田谷区三宿界隈に住んだが肺病が重くなり、1928年（昭和3年）に最後の小説『忌明』を発表した翌月の7月23日、｢切符を落とさないように」とうわ言を残し41歳で死去した。
戒名は「藝術院善巧酒仙居士｣。墓所は、弘前市の徳増寺と鎌倉市の建長寺塔頭の回春院にある。回春院の墓には従兄弟である北川清蔵および、1992年（平成4年）12月30日に92歳で死去した浅見ハナも葬られている。

## 評価
- 葛西の作品は、ほとんどが自らの体験に取材した「私小説」といってよいもので、そこに描かれた貧困や家庭の問題は、その真率さで読者に感銘を与える。一方、妻を故郷に置いたまま別の女性と同棲して、子もなしたことへの批判は当時から根強く、それへの反発が葛西の作品の底流にある[要出典]。

- 文学論争や作品批評となると、友人や同門、上下関係なく必要とあらば平然と猛烈にこき下ろした。「文学道場」と呼ばれたこの飾り無き私的批評の論調のせいで、葛西を嫌う人物も多かった。広津和郎もまた、友人であったがのちに彼を嫌った一人であった。しかし広津は葛西の死の床に駆けつけている。ただし広津は葛西が伸ばした手を握り返さず、これまでの不満を全てぶちまけた、と書いている。死の床には間宮茂輔や榊山潤らも駆けつけた。晩年の口述筆記を勤め、同時に晩年の葛西の破綻した仕事及び生活態度を書き残した嘉村礒多は、弱りがちの自分と引き比べて、彼の「苛烈な高ぶった心魂」を「ひとへに生涯の宗と願うべき」[6]という感慨を残している。
- 生活の悲惨さのなかで、それを逆手にとったような葛西の文学には、人をひきつけるところがあり、それが葛西の作品を広めているところがある。破天荒かつ酒乱、生活破綻などと言われるが、死の床にも見舞い客はひっきりなしに訪れ、葬式には200人が集まった。香典は七百円集まった。三宿で葛西の最後に住んでいた家を世話してくれた酒屋の爺さんは、生前溜まっていた葛西の借金がちょうど七百円だったがそれを払ってくれとは言わず、近辺に葛西が評判が悪いものだから「お前たちは始終悪口を言うけれども、死ねばあの通り七百円も香典の集まる人なんだ」と弁解して歩いたという[7]。弔辞は徳田秋声、谷崎精二が務め、文壇では「葛西善蔵遺児養育資金」が集められ、志賀直哉、佐藤春夫、室生犀星といった面々が協力した。故郷の弘前では、石坂洋次郎や戦後代議士となった津川武一が、葛西文学の顕彰のために力をつくした[要出典]。
- 宇野浩二は、私小説について書いた文章「「私小説」私見」の中で、「日本人の書いたどんな優れた本格小説でも、葛西善蔵が心境小説で到達した位置まで行ってゐるものは一つもないと思はれる」といい、「小説も此高さ、此境地に迄立って見たなら、多くの他の小説は何等かの意味で通俗的だといへないだらうか」と、絶賛といってよい評価をしていた[8]。
- 正宗白鳥は「志賀直哉と葛西善蔵」において、「「葛西善蔵全集」を披いて、幾つかの短篇を続けて読んで、私はウンザリした。「暗鬱、孤独、貧乏」の生活記録の繰り返しであつて、それが外形的にも思想的にも単調を極めてゐる」と、葛西の創作力の貧しさを指摘する一方、芸術への誠実さ、飄逸さ、多少身に帯びていた仙骨といったところに価値を見出し、彼の身辺雑記小説を、志賀のそれよりも評価している。また、葛西の創作の特徴について「比喩が提灯と釣鐘になるが、彼れの文学的面差しはドストエフスキーに少しは似てゐるのであらうか。それが彼の創作上の総財産である」と表現している[9]。
- 文芸評論家で『三田文学』編集者でもあった勝本清一郎が, 同誌の先代編集をしていた水木京太に聞いた話によれば、葛西の初期の作品のなかには石坂洋次郎が代作したものがかなりあるということである。また、勝本は「石坂君の初期の作風は一種の葛西善蔵ですよ。『海を見に行く』とか、『炉辺夜話』とか、『キャンベル夫人訪問記』とか、ああいうものはみな。」とも述べている[7]。
- 群馬県の美峰酒類社長であった小山長四郎は「病弱で達筆で酒飲みと三評子揃っては、貧乏は当り前である。」加えて本人談で「傲慢であった」から、貧乏は当たり前であった、と評している[10]。
- 文壇仲間と鳥鍋屋に行った際、いつものように食べ物よりも酒を飲み続ける葛西に対し、見かねた友人が「酒の吞みすぎは胃癌になるから、自分は控えている」と言ったところ葛西は不快感を露わにし、「それはだめだ」と怒った。曰く「胃が悪いのは仕方がない、しかし、それを酒のせいにするのはいかん」と座の者に怒鳴り散らした。そして「酒さん酒さん、胃が悪いのは私のせいであり、決して酒さんが悪いのではありません。胃が悪いのはこちらに非があるのです。どうか堪忍してください。あなたに責任を被せるようなことは致しません。」と、酒に対して懺悔を行った[要出典]。
- 『漫談』作中にてこう述べている。「酒はいいものだ。実においしくって。毒の中では一番いいものだ。」[要出典]。

## 著書
- 不能者 新潮社 1919 (新進作家叢書)
- 子をつれて 新潮社 1919
- 馬糞石 春陽堂 1920
- 贋物 春陽堂 1921 (新興文芸叢書)
- 哀しき父 改造社 1922
- 椎の若葉 新潮社 1924
- 葛西善蔵全集 第1-5巻 改造社 1928-30
- 葛西善蔵選集 第1-2巻 改造社 1947-48
- 葛西善蔵集 山本健吉編 新潮文庫 1952、復刊1993
- 子をつれて 岩波文庫 1952
- 葛西善蔵全集 全3巻別巻1 津軽書房 1974‐75
- 葛西善蔵全集 文泉堂書店 1974 (日本文学全集・選集叢刊)
- 椎の若葉・湖畔手記 旺文社文庫 1976
- 葛西善蔵随想集 阿部昭編 福武文庫 1986.9
- 哀しき父・椎の若葉 講談社文芸文庫 1994.12
- 贋物・父の葬式 講談社文芸文庫 2012.9